# Eurostadium
O Eurostadium seria um estádio de futebol localizado em Grimbergen, Bélgica, com uma capacidade prevista para 60 mil pessoas. Seria uma das sedes do Campeonato Europeu de Futebol de 2020, porém, a cidade de Bruxelas foi cortada devido aos atrasos das obras do estádio.